# Јерина Јовић
Јерина Јовић (Жагубица, 1949 — Пожаревац, 16. мај 2020) била је српска певачица народних песама.

## Биографија
Рођена је половином прошлог века у селу Осаница код Жагубице. Иако је била чистокрвна Влајна, снимала је углавном шумадијске песме. Пленила је кристално чистим, умилним гласом и неком урођеном сетом. Одисала је скромношћу, тако ретком у естрадном свету.

## Каријера
Случај је хтео да Јерину Јовић и Зорицу Брунцлик, Новица Урошевић запази у исто време на такмичењу певача аматера у Дрмну, које је касније прерасло у престижан фестивал народне музике Стишки акорди. Те, 1973. године, обе су се окитиле наградама: Јерина је освојила прву награду публике и жирија, а Зорица другу награду публике. 
1975. године снима прву сингл плочу Шта је живот с нама хтео и Не куцај на мој прозор. Песме Новице Урошевића и Тихомира Пауновића брзо постају хитови и остварују изванредне тираже, што је био и велики успех за, до тада, анонимну Пожаревљанку. Јерина се убрзо удаје за хармоникаша Миливоја Јовића Миду и далеко од светла рефлектора задовољна је повременим снимањем плоча  и  свакодневним  наступима на богатим стишким  весељима са његовим оркестром, који је био веома тражен у то време.  Са оркестром Милета Миде наступала је тада комплетна   народњачка   елита:   Лепа  Лукић,   Драган   Живковић   Тозовац,  Радиша   Урошевић, Гордана Стојићевић, Гордана Лазаревић, Раде Јоровић, Митар Мирић, Јашар Ахмедовски и други. Силни позиви композитора и менаџера, нису је поколебали у одлуци да се посвети породици и оркестру свога мужа. Била је задовољна популарношћу коју је стекла и хонорарима. Више од тога није желела, иако јој је већа популарност била на дохват руке.
Репертоар Јерине Јовић стаје на шест синглица и један ЛП, укупно 20 песама. Без обзира што је могла много више, њен музички опус који оставља будућим генерацијама, љубитељима праве народне музике, је довољан да заузме трајно место у историји новокомпоноване народне музике. 

## Дискографија

### Албуми
Студијски
- Сачувај ме, требаћу ти (1984, Дискос)

Синглови
- Шта је живот с нама хтео / Закуцај на прозор мој (1975, ПГП РТБ)
- Не играј се момче лудо / Врати се (1976, ПГП РТБ)
- Ништа више нема међу нама / Журила сам да те сретнем (1976, ПГП РТБ)
- Са другом ћеш залутати / Остаће ти само слова (1977, ПГП РТБ)
- Дођи сада ил' никада / Ој, Јоване, Јово (1978, ПГП РТБ)
- Нема више плетеница / Нећемо се свађати (1975, ПГП РТБ)

## Фестивали
- 1978. Хит парада - Дођи сада ил' никада / Ој, Јоване, Јово
- 1981. Хит парада - Нема више плетеница